# Cancelario

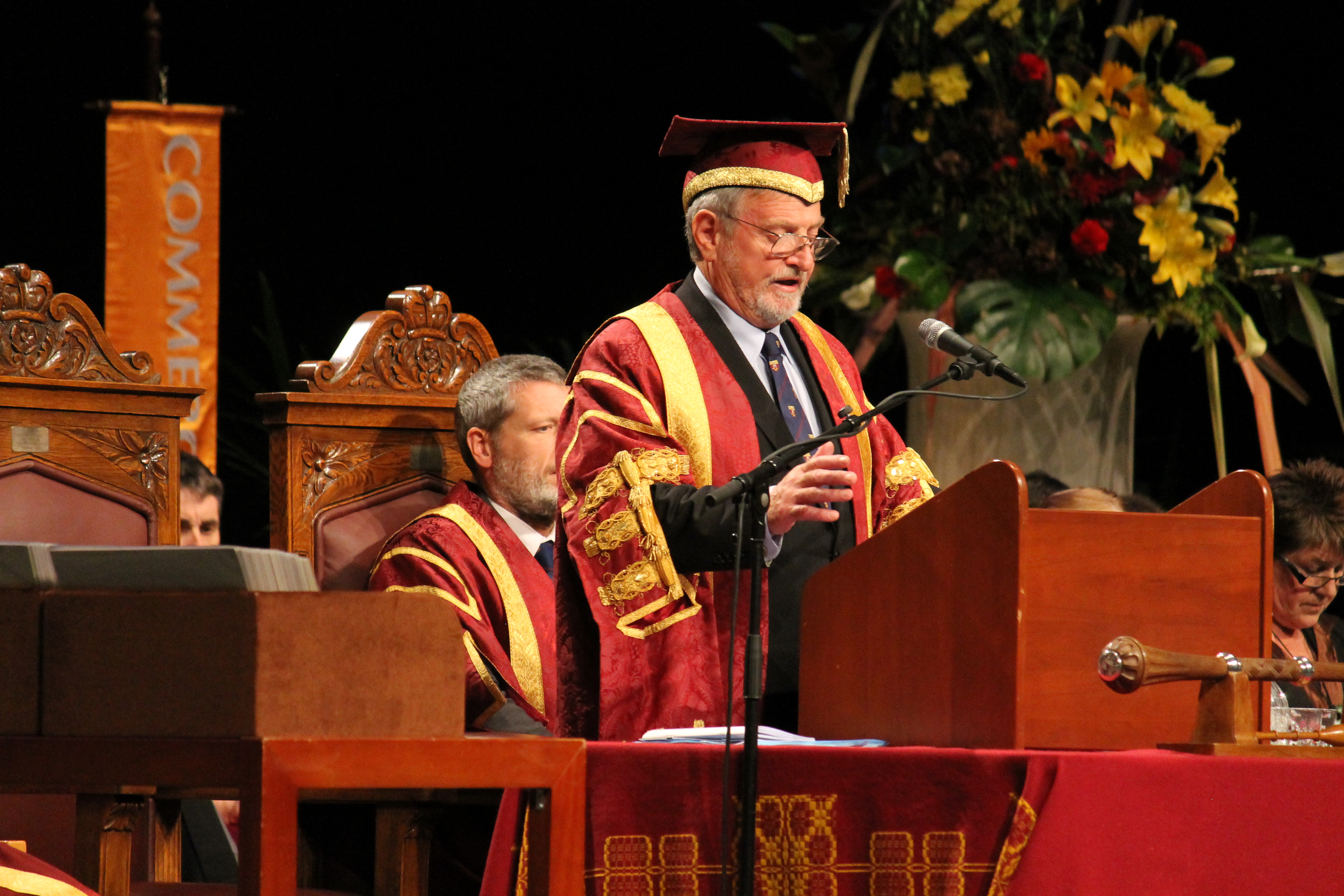
Ceremonia de graduación de la Universidad de Canterbury el 17 de abril de 2014.

Cancelario era la persona que en las universidades tenía autoridad pontificia y regia para conceder los grados académicos. El cargo de cancelario era considerado un título honorífico, concedido a personas con cierta notoriedad o una vasta carrera vinculada a la educación, las ciencias o la espiritualidad. 

## Historia
Con respecto a España, los hubo en casi todas las antiguas universidades, recayendo siempre aquel cargo en personas eclesiásticas de mucha suposición. 
- en Salamanca lo era el maestrescuela
- en Valladolid el Abad de la colegiata y después el Obispo que se subrogó en su lugar
- en Alcalá el Abad de la Catedral Magistral de los Santos Justo y Pastor.

Estos eclesiásticos conferían los grados mayores cuando la fórmula auctoritate apostólica et regia qua fungor y tenían además juzgado para los asuntos del fuero académico, que se consideraba como mixto, pues participaba de la jurisdicción eclesiástica y civil. Era tanto más necesaria la asistencia de estos cancelarios cuanto que los rectores solían ser nombrados por los estudiantes mismos, sin intervención del claustro, ni menos de los Reyes, cuyas atribuciones en las universidades fueron muy limitadas hasta el siglo XVII.
Suprimido el fuero académico y devuelta a los claustros la facultad de elegir rectores, presentándolos en terna al cuerpo de Castilla para que nombrara los cancelarios, principiaron a ser más bien de estorbo que de utilidad en la administración académica, por lo cual, a petición del Rey Fernando VII, fueron suprimidos por un breve pontificio en 1830, confiriendo a los rectores las facultades de los antiguos cancelarios. El breve exigía que los rectores de las universidades hubieran de ser eclesiásticos, pero se retuvo esta cláusula a petición del Consejo de Castilla.